# Ramex Records
 (juillet 2021).
Ramex Records, parfois appelée Discos Ramex, est  le label discographique de Ramex Records Inc. une maison de disques et un distributeur de disque américain de langue espagnole fondée par Emilio V Garza entre 1974 et 1977, et dissoute en 2006. Elle a publié les œuvres de vedettes phares de la Musique régionale mexicaine et de la Musique tejana.

## Interprètes
- Banda Morty Y Todos
- Costa Chica
- Cauza Norteña
- Cecilia Guerrero
- Dulce Rosario
- El Astro Combo
- El Combo Moderno
- Eliseo Robles
- Grupo Gustavo Claudid
- Grupo La Iluminacion Azul
- Hermanas Barocio
- Ilussion 6
- Industria Del Amor
- La Rienda
- La Verdad
- Las Palomitas Del Norte
- Laura Alegria
- Los Astros De China
- Los Aztecas
- Los Cadetes de Linares
- Los Condes De Nuevo Leon
- Los Diferentes De Matamoros
- Los Dos Rancheros
- Los Frontera
- Los Halcones De China
- Los Intocables[note 1]
- Los Leones Del Norte De Rubén Villarreal
- Los Norteñitos De Ojinaga
- Los Panda
- Los Principes Negros
- Los Profeta De Sugar
- Los Ruiseñores
- Los Sepultureros
- Los Serranos De Hidalgo
- Los Soldados De Levita
- Los Suspiros De Salamanca
- Los Tam Y Tex
- Los Telefonistas
- Luis Y Julián
- Luz Marina
- Mar Azul
- Martha Y Juan
- Morty Y Todos
- Movimiento Obrero
- Poncho Martinez
- Ramona Elia
- Rayito Tropical
- Renacimiento 74
- Rossy
- Scandalo
- Senora Señorial
- Show Montecarlo
- Toño Zamora

## Sources
Ouvrages et articles
Ressources en ligne
- (en) « RAMEX RECORDS, INC. », sur OpenCorporates, Bellaire, Texas, Open Corporates, 30 avril 2021.